# Otostigmus limbatus
Otostigmus limbatus är en mångfotingart som beskrevs av Frederik Vilhelm August Meinert 1886. Otostigmus limbatus ingår i släktet Otostigmus och familjen Scolopendridae. Inga underarter finns listade i Catalogue of Life.